# Idaea purpurariata
Idaea purpurariata là một loài bướm đêm trong họ Geometridae.